# Syfania kansunia
Syfania kansunia là một loài bướm đêm trong họ Noctuidae.